# Tophet (lieu)
Pour un article plus général, voir Tophet.
 (septembre 2023).
Tophet ou Topheth (hébreu : תֹּפֶת tōfet) désigne un lieu proche de Jérusalem où selon la Bible les Judéens (un sous-groupe d'israélites) de Canaan sacrifiaient des enfants aux dieu Moloch et en les brûlant vifs. Les Judéens sont parfois montrés dans les Écritures comme ayant succombé à cette tentation, notamment sous l'influence de certains rois déviants comme Achaz et Manassé, qui ont introduit des pratiques idolâtres et des cultes étrangers dans le royaume de Judée et qui ont fait des sacrifices à Moloch (2 Rois 16:3 et 2 Rois 21:6). Ce lieu était situé dans la vallée de la Géhenne (hébreu : גֵיא בֶן-הִנֹּם  ġēy ben-hinnōm, vallée de ben=fils de Hinnom). La pratique des sacrifices d'enfants ayant été interdite par le roi Josias, l'endroit devint celui où l'on incinérait les carcasses d'animaux et les cadavres des condamnés dans des feux brûlant en permanence.
Le roi (Josias) souilla Topheth dans la vallée des fils (=ben) de Hinnom, afin que personne ne fît plus passer son fils ou sa fille par le feu en l'honneur de Moloch.
II Rois XXIII; 10
Ils ont bâti des hauts lieux à Topheth dans la vallée de Ben-Hinnom pour brûler au feu leurs fils et leurs filles ; ce que je n’avais pas ordonné, ce qui ne m’était point venu à la pensée.
C'est pourquoi les jours viennent, dit l'Eternel, où l'on ne dira plus Topheth et la vallée de Ben-Hinnom, mais où l'on dira la vallée du carnage.
Jérémie VII; 31,32. On retrouve presque le même texte en Jérémie XIX; 6